# امیر رادی
امیر رادی (زاده ۷ ژانویهٔ ۱۹۸۳) یک بازیکن فوتبال اهل ایران است.